# Joe Bell
Joe Bell es una road movie biográfica estadounidense de 2020, dirigida por Reinaldo Marcus Green y escrita por Larry McMurtry y Diana Ossana. La película sigue la historia real de un hombre llamado Joe Bell, quien se propone caminar por los Estados Unidos, desde Idaho hasta Nueva York, para dar charlas en contra del acoso escolar; esto después de que su hijo, Jadin Bell, se suicidara a los 15 años tras haberlo sufrido. Está protagonizada por Mark Wahlberg, Reid Miller y Connie Britton.
Joe Bell tuvo su estreno mundial en el Festival Internacional de Cine de Toronto el 14 de septiembre de 2020. La película recibió críticas mixtas.

## Sinopsis
En mayo de 2013 Joe Bell camina por Idaho con su hijo de 15 años, Jadin. Nueve meses antes, Jadin les reveló a sus padres que lo están acosando en la escuela por ser gay. Joe lo acepta aunque a menudo le incomodan algunas actitudes de su hijo; lo apoya cuando se une al equipo de porristas de la escuela, pero le pide que practique en el patio trasero, preocupado de que sus vecinos lo vean.
En el camino, se detienen en un restaurante donde las noticias en la televisión mencionan el matrimonio entre personas del mismo sexo. Dos clientes lo oyen y hacen comentarios despectivos, por lo que Joe se acerca a ellos y les cuenta su misión: caminar por los Estados Unidos para crear conciencia contra el acoso homofóbico; y se va apresuradamente. Jadin discute con su papá y le dice que las personas así no cambiarán y que son sus hijos quienes deben ser educados sobre los efectos del bullying.
En 2012, Jadin asiste a una fiesta de Halloween y conoce a Chance, un adolescente de su escuela; se besan y comienzan a salir en secreto. En un partido de fútbol americano de la escuela, personas en la multitud se burlan y critican a Jadin por ser un animador, entonces sus padres se levantan y se van. Más tarde, es burlado en las redes sociales, y su hermano menor Joseph lo consuela. Chance termina su relación ante el temor que sus padres se enteren. De vuelta en el camino, Joe le dice a Jadin que siempre apoyó su porrismo aunque nunca lo demostró, y ambos recrean la vieja rutina de Jadin bajo la lluvia después de instalar un campamento para pasar la noche.
Joe y Jadin llegan a Salt Lake City, Utah, donde se registran en un motel. Joe va a un bar gay, donde se relaciona con les cuenta la historia de su hijo a algunos lugareños. Cuando le preguntan por qué no lo trajo, Joe les dice que su hijo está muerto, revelando así que Jadin ha estado en su mente durante todo el viaje.
La esposa e hijo de Joe, Lola y Joseph, visitan a Joe en la carretera. Lola le muestra una nota recogida de la tumba de Jadin, escrita por uno de sus acosadores. Joe se enoja y se desquita con Joseph, dejándolos a él y a Lola molestos y temerosos. Cuando Joe es reconocido por individuos y se toma fotografías con ellos, Lola le pregunta si emprendió ese viaje por Jadin o por la fama. De regreso a casa, Lola llama a Joe y le dice que encontró un ensayo que Jadin había escrito detallando sus experiencias de intimidación y expresando su deseo de suicidarse.
De vuelta a febrero de 2013, Jadin es acorralado en el vestuario de la escuela por un grupo de deportistas, quienes le dicen ofensas homofóbicas. Joe y Lola se reúnen con la directora de la escuela, quien aconseja a Jadin que cambie de escuela o asista a terapia. Jadin replica entre lágrimas que no es él quien necesita ayuda y expresa su frustración al sentir que no lo está ayudando. El acoso continúa, particularmente en las redes sociales. Una mañana, Lola encuentra una nota de suicidio en la habitación de Jadin y al salir a buscarlo desoladamente, lo encuentra siendo subido a una ambulancia. Jaiden se había ahorcado en un parque cercano. Días después, Joe está en una profunda depresión. Un día se sube a su coche con una pistola, pero Joseph lo confronta, y él parte sin ella. Luego, Joe decide emprender una caminata desde Idaho hasta la ciudad de Nueva York, donde Jadin siempre quiso vivir.
De vuelta al presente, Joe llama a Lola desde la carretera y le dice que no puede caminar más, pero ella lo convence a seguir por Jadin. Días después, un sheriff local, Gary, interroga a Joe en la calle. Tras contarle su misión, Joe es invitado a comer por Gary. Después que Joe le cuenta la historia de Jadin, Gary le dice que su hijo, William, también es gay y que le costó aceptarlo. Además le dice que hasta ese momento nunca había considerado William quisiera quitarse la vida, por lo que Joe lo insta a decirle a William que está bien ser quien es, algo que él nunca le dijo a Jadin y lo lamenta bastante.
Joe continua su camino y ve Jadin de nuevo; se disculpa y le dice que siempre lo amó. Jadin responde que lo sabe. Joe llama entonces a Lola y se disculpa con ella también, y le agradece por aguantarlo. Promete mejorar y mantenerse en contacto con ella durante su viaje.
El sheriff Gary recibe una llamada por un accidente de tráfico en Colorado y llega al lugar donde el conductor de un camión atropelló y mató a un peatón. La víctima es Joe. La película termina con Joe y Jadin encontrándose en un campo de trigo y caminando juntos hacia la luz del sol. En los créditos se muestran imágenes y videos de la familia Bell real.

## Reparto
- Mark Wahlberg como Joe Bell.
- Reid Miller como Jadin Bell.
- Connie Britton como Lola Bell.
- Maxwell Jenkins como Joseph Bell.
- Gary Sinise como el sheriff Gary Westin.
- Ash Santos como Kim, amiga de Jadin.
- Igby Rigney como Chance Davidson, interés amoroso de Jadin.

## Producción
En abril de 2015 se anunció que Cary Joji Fukunaga dirigiría la película, con un guion de Larry McMurtry y Diana Ossana. Fukunaga produciría la película, mientras que Daniela Taplin Lundberg, Riva Marker y Eva Maria Daniels producirían la película bajo sus compañías productoras VisionChaos Productions y Parliament of Owls. A24 produciría y distribuiría la película.
En abril de 2019, Mark Wahlberg, Reid Miller, Connie Britton, Maxwell Jenkins y Gary Sinise se unieron al elenco. Reinaldo Marcus Green pasó a ocupar el cargo de director, y Fukunaga se mantuvo como productor, con Wahlberg, Jake Gyllenhaal y Stephen Levinson como productores, y A24 desligado del proyecto. La fotografía principal comenzó el 15 de abril de 2019 y finalizó el 24 de mayo de 2019.

## Lanzamiento y recaudación
Bajo el título Good Joe Bell ("El buen Joe Bell"), la película tuvo su estreno mundial en el Festival Internacional de Cine de Toronto de 2020, el 14 de septiembre. Poco después, Solstice Studios adquirió los derechos de distribución de la película por 20 millones de dólares. Estaba programada a ser lanzada el 19 de febrero de 2021, pero se pospuso. En mayo de 2021 se anunció que Roadside Attractions adquirió los derechos de distribución de la película a Solstice y fijó su estreno el 23 de julio de 2021, con Vertical Entertainment lista para su posterior distribución digital.
La película recaudó $ 674,000 en 1,094 salas de cine en su primer fin de semana, terminando en el puesto 11 en la taquilla.

## Crítica
En el agregador de reseñas Rotten Tomatoes, la película tiene un índice de aprobación del 40 % basado en 125 reseñas, con una calificación de la audiencia de 73 %. El consenso de los críticos del sitio web dice: «El sentido mensaje de El buen Joe Bell —y la grandiosa y conmovedora actuación de Reid Miller— son lamentablemente socavados por una narración formulaica». En Metacritic tiene una puntuación promedio ponderada de 54/100, según 26 críticas. La audiencia encuestada por PostTrak le dio a la película una puntuación de 79 % y el 57 % dijo que definitivamente la recomendaría.
Dándole una "C" (calificación de 3/5), El The A.V. Club declaró: «La película tiene buenas intenciones, pero su cabeza está nublada y posiblemente conmocionada; parece incierta en cómo reconfigurar su historia arrancada de los titulares en un drama satisfactorio». Steve Pond de TheWrap llamó a la película «Una historia sincera y emocional de un hombre luchando por aceptar lo que le sucedió a su hijo y contra su propia complicidad en ello», y dijo que hay «cosas impactantes en el transcurso, manejadas con cuidado o lanzadas como un puñetazo al estómago».